# Antes de Ameri
Antes de Ameri è il terzo album in studio del rapper argentino Duki, pubblicato il 22 giugno 2023 dalle etichette discografiche Dale Play e SSJ Records.

## Tracce
1. 01 de enero (with Lucho SSJ) – 1:54 (Mauro Ezequiel Lombardo, Francisco Zecca, Luciano Nahuel Vega, Ramiro Sánchez)
2. Jefes del Sudoeste – 2:27 (Mauro Ezequiel Lombardo, Francisco Zecca, Alejandro Álvarez Murga)
3. Rockstar 2.0 (con Jhayco) – 2:53 (Mauro Ezequiel Lombardo, Francisco Zecca, Federico Yesan Rojas, Argel Armando Lara Guesta, Juno Watt, Samuel David Jimenez, Tomás Santos Juan, Kevin Gomringer, Simon-Robert Gaudes, Tim Gomringer)
4. Harakiri (con C.R.O) – 2:41 (Mauro Ezequiel Lombardo, Federico Yesan Rojas, Tomás Santos Juan, Tomás Manuel Campos)
5. Contra mí (con West Dubai) – 2:39 (Mauro Ezequiel Lombardo, Federico Yesan Rojas, Tomás Santos Juan, Álvarez Murga, Rachid El Majnaqui Godoy)
6. Csipher (audio latino) (con Akapellah, Neutro Shorty e Micro TDH) – 4:10 (Mauro Ezequiel Lombardo, Francisco Zecca, Liomar Rocardo Acosta Orta, Pedro Elías Aquino, Fernando Morillo)
7. Gigi – 2:25 (Mauro Ezequiel Lombardo, Federico Yesan Rojas, Tomás Santos Juan, Álvarez Murga, Iván Woscoboinik)
8. Don't Lie (con Quevedo) – 3:33 (Mauro Ezequiel Lombardo, Pedro Domínguez Quevedo, Federico Yesan Rojas, Tomás Santos Juan, Iván Woscoboinik)
9. Antes de perderte (OG Version) – 2:46 (Mauro Ezequiel Lombardo, Daniel Ismael Real)
10. Uno dos (con Salastkbron) – 2:45 (Mauro Ezequiel Lombardo, Federico Yesan Rojas, Tomás Santos Juan, Iván Woscoboinik, Brian Taylor, Santiago Yair Massa)
11. N.C.L.C – 1:26 (Mauro Ezequiel Lombardo, Francisco Zecca, Federico Yesan Rojas, Tomás Santos Juan)
12. Apollo 13 – 2:38 (Mauro Ezequiel Lombardo, Francisco Zecca, Federico Yesan Rojas)
13. Último tren a Ameri – 1:51 (Mauro Ezequiel Lombardo, Francisco Zecca, Federico Yesan Rojas)
14. Buscando Ameri – 1:04 (Mauro Ezequiel Lombardo, Francisco Zecca, Tomás Santos Juan)

Tracce bonus
1. Troya – 2:43 (Mauro Ezequiel Lombardo, Francisco Zecca)
2. Remember Me (con Khea e Bizarrap) – 2:50 (Mauro Ezequiel Lombardo, Ivo Alfredo Thomas Serue Urquiza, Gonzalo Julián Conde, Francisco Zecca, Angel Lopez, Federico Vindver, Santiago Alvarado)

## Classifiche
| Classifica (2023) | Posizione massima |
| ----------------- | ----------------- |
| Spagna            | 2                 |